# Henri Victor Vallois
Pour les articles homonymes, voir Vallois (homonymie).
Henri Victor Vallois (1889-1981), est un anthropologue et préhistorien français. Il est connu notamment pour sa défense des classifications raciales. Il fut co-rédacteur en chef de la revue L'Anthropologie de 1930 à 1970, et directeur du Musée de l'Homme de 1950 à 1959.

## Biographie
Henri Victor Vallois est né le 11 avril 1889 à Nancy.
Il devient membre de la Société d'anthropologie de Paris en 1912. Alors qu'il est professeur d'anatomie à la faculté de médecine de Toulouse, il succède en 1930 à René Verneau à la codirection de la revue L'Anthropologie, à Paris, fonction qu'il occupera jusqu'en 1970.
Il occupe des postes éminents dans des institutions scientifiques prestigieuses : il est professeur d'ethnologie des hommes actuels et fossiles au Muséum national d'histoire naturelle, secrétaire général de la Société d'anthropologie de Paris en 1937, président de la commission "Anthropologie, Préhistoire, Ethnographie" du CNRS, professeur en 1939 puis directeur de l'Institut de paléontologie humaine, président de l'Union internationale des Sciences anthropologiques et ethnographiques UNESCO, directeur du laboratoire d’anthropologie de l’École des hautes études (1941-1961). Ces positions font de lui un scientifique influent et écouté.
Il meurt le 26 août 1981 dans le 14e arrondissement de Paris.

## Défense des classifications raciales
Dans les années 1930 et 1940, Henri Victor Vallois est proche par ses idées d'autres anthropologues européens racialistes.
La prise de position d'Henri Victor Vallois en 1951 concernant une première déclaration de l'UNESCO sur la notion de race est demeurée célèbre,. Vallois soutient la nécessité de séparer la race, qu'il considère comme un fait biologique, du racisme, construction culturelle. Ainsi selon lui la lutte contre le racisme, pour légitime qu'elle soit, ne doit pas conduire à supprimer le concept anthropologique de race. Vallois n'est pas favorable au fait de remplacer « race » par « groupe ethnique », substitution qui présente l'inconvénient à ses yeux d'entrainer une confusion entre le fait biologique de la race, et le fait culturel de l'ethnie. Selon Vallois, les anthropologues qui comme lui reconnaissent « l'existence de la race comme un fait évident tombent d'accord avec ce que constate depuis toujours l'homme de la rue », les preuves scientifiques de la race étant pour Vallois des caractéristiques morphologiques comme la couleur de la peau, la texture des cheveux, la forme du nez ou de la tête, mais aussi du squelette. Les positions de Vallois ont été critiquées par nombre de ses confrères de l'UNESCO pour lesquels le concept de race était de qualité scientifique douteuse.
Vallois défend la validité scientifique des classifications raciales au nom d'un consensus auquel se rallieraient selon lui une majorité écrasante d'anthropologues (en 1960), contre un nombre minime d'autres qui le contestent. Cependant, selon Jean-Pierre Bocquet-Appel qui a retracé l'historique des opinions sur cette question, « dès l'origine de l'anthropologie physique, et sans que cela cesse par la suite, le caractère arbitraire des classifications raciales est reconnu par un nombre important de savants partout dans le monde ». Les premiers à avoir interrogé l'idée de race en France sont Abel Hovelacque, membre fondateur de la Société d'anthropologie de Paris, dans les années 1870, et Paul Topinard, disciple de Paul Broca, en 1885. La quasi-unanimité alléguée par Vallois demande à être nuancée, quoique ni Topinard, ni Hovelacque n'aient contesté la pertinence de la notion, si problématique qu'elle leur ait semblé.

## Les Races humaines

### Taxonomie raciale
En 1944, Henri Victor Vallois établit une taxonomie raciale dans son ouvrage Les Races humaines, qui divisait les humains en quatre groupes composés de vingt-sept races :
- Races primitives : composées de deux races (vedda, australienne)
- Races noires : composées de sept races (éthiopienne, mélano-africaine, négrille, khoisan, mélano-indienne, négrito, mélanésienne)
- Races blanches : composées de dix races (nordique, est-européenne, dinarique, alpine, méditerranéenne, sud-orientale, indo-afghane, anatolienne, aïnou, touranienne)
- Races jaunes : composées de huit races (sibérienne, nord-mongole, centro-mongole, sud-mongole, indonésienne, polynésienne, eskimo, amérindienne)

Ces différentes races étaient selon lui réparties en six « aires anthropologiques » :
- Europe et bassin méditerranéen (Afrique du Nord et Asie du Sud-Ouest)
- Afrique sub-saharienne
- Inde
- Asie trans-himalayenne
- Océanie
- Amérique

Les avancées de la génétique au XXIe siècle mettent plutôt en évidence des groupes génétiques qui ne recoupent pas nécessairement les anciennes classifications raciales, à quoi il convient d'ajouter que de nombreuses populations sont issues de mélanges plus ou moins anciens entre différents groupes humains,,,,,.
Professeure de sociologie, Micheline Labelle cite des exemples de descriptions et de généralisations « teintées de racisme » dans les propos de Vallois : « Les Aïnous ont la peau d’un blanc mat sale… D’un bout à l’autre de l’Amérique, les Indiens sont froids, taciturnes, plus ou moins impassibles », etc.

### Succès de l'ouvrage
Ce livre, paru dans la collection Que sais-je ? aux Presses universitaires de France, vendu à 90 000 exemplaires, est réédité 9 fois entre 1945 et 1976. Il est traduit dans plusieurs langues, et considéré à l'époque comme un « ouvrage de référence ». Sa large diffusion « illustre l’importance de l’anthropologie raciale en France » selon Carole Reynaud-Paligot.

## Publications
- Henri Victor Vallois, Les Races humaines, PUF, coll. « « Que sais-je ? » n° 146 », 1944, 1951, 1976, 4e édition éd. (lire en ligne)
- Henri Victor Vallois, Les hommes fossiles, éléments de paléontologie humaine, 1946
- Henri Victor Vallois, Anthropologie de la population française, 4e édition, 1943 (lire en ligne)
- Henri Victor Vallois, article Races humaines, dans la Grande Encyclopédie Larousse, édition 1976